# Honduras op de Olympische Zomerspelen 2012
Honduras nam deel aan de Olympische Zomerspelen 2012 in Londen, Verenigd Koninkrijk.

## Deelnemers en resultaten
(m) = mannen, (v) = vrouwen 

### Atletiek
| Olympiër        | Onderdeel       | Resultaat | Prestatie              |
| --------------- | --------------- | --------- | ---------------------- |
| Ronald Bennett  | 110m horden (m) | 43e       | serie 5: 9de in 14,45  |
|                 |                 |           |                        |
| Jeimy Bernardez | 100m horden (v) | 41e       | serie 4: 8ste in 14,36 |

### Boksen
| Olympiër      | Onderdeel | Resultaat | Prestatie                                                   |
| ------------- | --------- | --------- | ----------------------------------------------------------- |
| Bayron Molina | -49kg (m) | 17e       | 1ste ronde: V van IND Singh: scheidsrechterlijke beslissing |

### Gewichtheffen
| Olympiër         | Onderdeel | Resultaat | Prestatie                                                    |
| ---------------- | --------- | --------- | ------------------------------------------------------------ |
| Cristopher Pavón | -94kg (m) | 18e       | trekken: 15de met 140kg stoten: 16de met 180kg totaal: 320kg |

### Judo
| Olympiër    | Onderdeel | Resultaat | Prestatie                             |
| ----------- | --------- | --------- | ------------------------------------- |
| Kenny Godoy | -60kg (m) | 33e       | 1ste ronde: V van NIG Gourouza: ippon |

### Schietsport
| Olympiër        | Onderdeel            | Resultaat | Prestatie                                        |
| --------------- | -------------------- | --------- | ------------------------------------------------ |
| Claudia Fajardo | 10m luchtpistool (v) | 48e       | kwalificatie: 48ste met 348 punten (83-91-84-90) |

### Voetbal
| Olympiër | Onderdeel | Resultaat | Prestatie                                                                                           |
| --- | --------- | --------- | --------------------------------------------------------------------------------------------------- |
| Ever Alvarado Jerry Bengtson Hilder Colón Wilmer Crisanto Roger Espinoza Maynor Figueroa Wilmer Fuentes Luis Garrido Eddie Hernández Johnny Leverón Marlon Licona Alexander López Anthony Lozano Mario Martínez Alfredo Mejía José Mendoza Andy Najar Arnold Peralta Orlin Peralta Romell Quioto Francisco Reyes José Velasquez | mannen    | 4e        | groep D: 2de G van Marokko: 2-2 W van Spanje: 1-0 G van Japan: 0-0 kwartfinale: V van Brazilië: 2-3 |

| Groep D |          |             |             |             |             |            |            |            |        |
| #       | Land     | Wedstrijden | Wedstrijden | Wedstrijden | Wedstrijden | Doelpunten | Doelpunten | Doelpunten | Punten |
| #       | Land     | G           | W           | G           | V           | V          | T          | Saldo      | Punten |
| 1       | Japan    | 3           | 2           | 1           | 0           | 2          | 0          | +2         | 7      |
| 2       | Honduras | 3           | 1           | 2           | 0           | 3          | 2          | +1         | 5      |
| 3       | Marokko  | 3           | 0           | 2           | 1           | 2          | 3          | -1         | 2      |
| 4       | Spanje   | 3           | 0           | 1           | 2           | 0          | 2          | -2         | 1      |

| Ronde       | Datum     | Plaats   | Land | Score    | Land |
| ----------- | --------- | -------- | ---- | -------- | ---- |
| Groepsfase  |           |          |      |          |      |
| 26 juli     | Glasgow   | Honduras | 2-2  | Marokko  |      |
| 29 juli     | Newcastle | Spanje   | 0-1  | Honduras |      |
| 1 augustus  | Coventry  | Japan    | 0-0  | Honduras |      |
| Kwartfinale |           |          |      |          |      |
| 4 augustus  | Newcastle | Brazilië | 3-2  | Honduras |      |

### Worstelen
| Olympiër        | Onderdeel   | Resultaat   | Prestatie                                              |
| Vrije stijl     | Vrije stijl | Vrije stijl | Vrije stijl                                            |
| --------------- | ----------- | ----------- | ------------------------------------------------------ |
| Brandon Escobar | -55kg (m)   | 12e         | kwalificatie: vrij 1ste ronde: V van ARM Jaburyan: 1-3 |

### Zwemmen
| Olympiër        | Onderdeel           | Resultaat | Prestatie                |
| --------------- | ------------------- | --------- | ------------------------ |
| Allan Gutierrez | 400m vrije slag (m) | 28e       | serie 1: 4de in 4.09,10  |
|                 |                     |           |                          |
| Karen Vilorio   | 100m rugslag (v)    | 41e       | serie 1: 1ste in 1.06,38 |

Afghanistan · Albanië · Algerije · Amerikaanse Maagdeneilanden · Amerikaans-Samoa · Andorra · Angola · Antigua en Barbuda · Argentinië · Armenië · Aruba · Australië · Azerbeidzjan · Bahama's · Bahrein · Bangladesh · Barbados · België · Belize · Benin · Bermuda · Bhutan · Bolivia · Bosnië en Herzegovina · Botswana · Brazilië · Britse Maagdeneilanden · Brunei · Bulgarije · Burkina Faso · Burundi · Cambodja · Canada · Centraal-Afrikaanse Republiek · Chili · China · Chinees Taipei · Colombia · Comoren · Congo-Brazzaville · Congo-Kinshasa · Cookeilanden · Costa Rica · Cuba · Cyprus · Denemarken · Djibouti · Dominica · Dominicaanse Republiek · Duitsland · Ecuador · Egypte · El Salvador · Equatoriaal-Guinea · Eritrea · Estland · Ethiopië · Fiji · Filipijnen · Finland · Frankrijk · Gabon · Gambia · Georgië · Ghana · Grenada · Griekenland · Groot-Brittannië · Guam · Guatemala · Guinee · Guinee‑Bissau · Guyana · Haïti · Honduras · Hongarije · Hongkong · Ierland · IJsland · India · Indonesië · Irak · Iran · Israël · Italië · Ivoorkust · Jamaica · Japan · Jemen · Jordanië · Kaaimaneilanden · Kaapverdië · Kameroen · Kazachstan · Kenia · Kirgizië · Kiribati · Koeweit · Kroatië · Laos · Lesotho · Letland · Libanon · Liberia · Libië · Liechtenstein · Litouwen · Luxemburg · Macedonië · Madagaskar · Malawi · Maldiven · Maleisië · Mali · Malta · Marshalleilanden · Marokko · Mauritanië · Mauritius · Mexico · Micronesië · Moldavië · Monaco · Mongolië · Montenegro · Mozambique · Myanmar · Namibië · Nauru · Nederland · Nepal · Nicaragua · Nieuw-Zeeland · Niger · Nigeria · Noord-Korea · Noorwegen · Oeganda · Oekraïne · Oezbekistan · Oman · Oostenrijk · Oost-Timor · Pakistan · Palau · Palestina · Panama · Papoea-Nieuw-Guinea · Paraguay · Peru · Polen · Portugal · Puerto Rico · Qatar · Roemenië · Rusland · Rwanda · Saint Kitts en Nevis · Saint Lucia · Saint Vincent en Grenadines · Salomonseilanden · Samoa · San Marino · Sao Tomé en Principe · Saoedi-Arabië · Senegal · Servië · Seychellen · Sierra Leone · Singapore · Slovenië · Slowakije · Soedan · Somalië · Spanje · Sri Lanka · Suriname · Swaziland · Syrië · Tadzjikistan · Tanzania · Thailand · Togo · Tonga · Trinidad en Tobago · Tsjaad · Tsjechië · Tunesië · Turkije · Turkmenistan · Tuvalu · Uruguay · Vanuatu · Venezuela · Verenigde Arabische Emiraten · Verenigde Staten · Vietnam · Wit-Rusland · Zambia · Zimbabwe · Zuid-Afrika · Zuid-Korea · Zweden · Zwitserland · Onafhankelijke atleten